# Tribu de la isla Squaxin
La Tribu de la Isla Squaxin (también Squaxin, Squaxon) es una tribu amerindia en el oeste del Estado de Washington, Estados Unidos.
Se encuentra compuesta de varias subtribus: Noo-Seh-Chatl, Steh Chass, Squi-Aitl, Sawamish/T'Peeksin, Sa-Heh-Wa-Mish, Squawksin, y S'Hotle-Ma-Mish. Viven en varias calas al sur del estrecho de Puget.
El idioma de la tribu de la isla de Squaxin pertenece a la familia de lenguajes salishan de los idiomas nativos americanos de la Costa Noroeste. La tribu se trasladó a la actual reserva del Condado de Mason en Washington en 1855.
Fue la primera de las tribus amerindias estadounidenses en entrar en el "Proyecto de prueba de autogobierno" con el gobierno federal.